# 若兎馬裕三
若兎馬 裕三（わかとば ひろみ、1977年6月15日 - ）は、東京都府中市出身で尾車部屋（入門当時は押尾川部屋）に所属した元大相撲力士。本名は山田 裕三（やまだ ひろみ）。身長175cm、体重140kg。得意技は右四つ、寄り。最高位は前頭11枚目（2003年11月場所）。引退後は一時年寄「押尾川」を襲名していた。

## 来歴
府中市立府中第八中学校時代は全国中学校相撲選手権大会に出場するなど活躍した。中学卒業後に押尾川部屋に入門し、1993年3月場所に初土俵を踏んだ。幕下までは順調に番付を上げた。しかし、幕下上位の壁は厚く幕下中位で長く低迷した。1999年11月場所に三段目に陥落。一時は引退も考えたが、そこから8場所連続で勝ち越し、2001年3月場所には東幕下2枚目まで番付を上げた。この場所も4勝3敗と勝ち越し、これで9場所連続勝ち越しとなって翌5月場所に十両に昇進した。
怪我なども有り、しばらく十両と幕下を往復していたが2003年1月場所に十両に復帰すると十両に定着。同年9月場所に念願の入幕を果たした。2005年4月1日、押尾川部屋が部屋を閉じたため、若麒麟らと共に尾車部屋に移籍した。
2007年3月場所には幕下に陥落、翌5月場所は1勝6敗に終わり、5月26日に引退を表明したとスポーツ紙等で報じられたが、本人は公認サイトでこれを否定し、誤報であったことが明らかとなった。翌7月場所も出場したが3勝4敗と負け越した。
2007年8月29日引退届を提出し、年寄「押尾川」を襲名。尾車部屋付きの親方として後進の指導にあたった。当初は元師匠の先々代・押尾川親方（元大関・大麒麟）から名跡を借りていたが、2008年3月場所後に正式に「押尾川」の年寄株を取得した。
2010年8月9日に退職し、「押尾川」の所有権は尾車部屋所属の豪風旭に移った。
2018年、AbemaTV大相撲LIVEで大相撲名古屋場所の解説をつとめる。出演時のコメントおよび2019年9月7日放送のTBS「バース・デイ」によると、現在は元十両・若天狼が代表を務める株式会社シリウスが運営する墨田区内のデイケア施設で介護の仕事をしているという。2021年12月、シリウスが同区内に2つめの施設を開設し、その責任者となっている。

## 主な戦績
- 通算成績：416勝406敗28休 勝率.506
- 幕内成績：39勝66敗 勝率.371
- 現役在位：87場所
- 幕内在位：7場所

### 場所別成績
| | 一月場所 初場所（東京）   | 三月場所 春場所（大阪） | 五月場所 夏場所（東京） | 七月場所 名古屋場所（愛知） | 九月場所 秋場所（東京） | 十一月場所 九州場所（福岡） |
| --- | ------------------------- | ----------------------- | ----------------------- | --------------------------- | ----------------------- | --------------------------- |
| 1993年 （平成5年） | x                         | （前相撲）              | 東序ノ口5枚目 5–2       | 東序二段140枚目 5–2         | 西序二段95枚目 3–4      | 東序二段118枚目 4–3         |
| 1994年 （平成6年） | 西序二段93枚目 5–2        | 西序二段50枚目 5–2      | 東序二段11枚目 4–3      | 東三段目94枚目 4–3          | 東三段目76枚目 6–1      | 東三段目24枚目 2–4–1        |
| 1995年 （平成7年） | 西三段目50枚目 2–5        | 西三段目78枚目 4–3      | 東三段目62枚目 2–4–1    | 東三段目84枚目 5–2          | 西三段目53枚目 4–3      | 西三段目33枚目 6–1          |
| 1996年 （平成8年） | 東幕下53枚目 3–4          | 東三段目11枚目 4–3      | 東幕下60枚目 5–2        | 東幕下38枚目 5–2            | 東幕下21枚目 3–4        | 西幕下29枚目 3–4            |
| 1997年 （平成9年） | 西幕下37枚目 2–5          | 西幕下57枚目 3–4        | 東三段目12枚目 3–4      | 西三段目25枚目 5–2          | 西幕下59枚目 2–3–2      | 東三段目21枚目 休場 0–0–7   |
| 1998年 （平成10年） | 東三段目21枚目 休場 0–0–7 | 東三段目81枚目 5–2      | 東三段目51枚目 7–0      | 東幕下32枚目 3–4            | 西幕下40枚目 5–2        | 西幕下27枚目 2–5            |
| 1999年 （平成11年） | 東幕下44枚目 5–2          | 東幕下29枚目 5–2        | 西幕下17枚目 2–5        | 東幕下31枚目 1–6            | 西幕下50枚目 3–4        | 東三段目4枚目 4–3           |
| 2000年 （平成12年） | 西幕下54枚目 4–3          | 西幕下44枚目 4–3        | 東幕下37枚目 5–2        | 東幕下21枚目 4–3            | 東幕下16枚目 5–2        | 西幕下7枚目 5–2             |
| 2001年 （平成13年） | 東幕下4枚目 4–3           | 東幕下2枚目 4–3         | 東十両12枚目 7–8        | 西十両13枚目 9–6            | 西十両9枚目 6–9         | 東十両12枚目 7–8            |
| 2002年 （平成14年） | 東十両13枚目 4–11         | 西幕下5枚目 6–1         | 東十両12枚目 2–13       | 西幕下10枚目 4–3            | 東幕下8枚目 6–1         | 東幕下筆頭 4–3              |
| 2003年 （平成15年） | 西十両11枚目 8–7          | 西十両8枚目 8–7         | 西十両5枚目 8–7         | 東十両4枚目 10–5            | 東前頭13枚目 8–7        | 東前頭11枚目 7–8            |
| 2004年 （平成16年） | 西前頭12枚目 4–11         | 東十両4枚目 8–7         | 西十両3枚目 9–6         | 東前頭15枚目 3–12           | 東十両5枚目 5–10        | 東十両10枚目 11–4           |
| 2005年 （平成17年） | 西十両3枚目 7–8           | 西十両4枚目 8–7         | 東十両筆頭 6–9          | 東十両5枚目 10–5            | 西前頭15枚目 8–7        | 東前頭12枚目 5–10           |
| 2006年 （平成18年） | 西前頭15枚目 4–11         | 東十両6枚目 6–9         | 東十両10枚目 9–6        | 東十両7枚目 5–10            | 西十両11枚目 9–6        | 東十両8枚目 7–8             |
| 2007年 （平成19年） | 東十両10枚目 1–4–10       | 西幕下8枚目 2–5         | 西幕下22枚目 1–6        | 東幕下46枚目 3–4            | 東幕下57枚目 引退 –     | x                           |
| 各欄の数字は、「勝ち-負け-休場」を示す。 優勝 引退 休場 十両 幕下 三賞：敢=敢闘賞、殊=殊勲賞、技=技能賞 その他：★=金星 番付階級：幕内 - 十両 - 幕下 - 三段目 - 序二段 - 序ノ口 幕内序列：横綱 - 大関 - 関脇 - 小結 - 前頭（「#数字」は各位内の序列） |                           |                         |                         |                             |                         |                             |

### 幕内対戦成績
| 力士名 | 勝数 | 負数 | 力士名   | 勝数 | 負数 | 力士名 | 勝数 | 負数 | 力士名   | 勝数 | 負数 |
| ------ | ---- | ---- | -------- | ---- | ---- | ------ | ---- | ---- | -------- | ---- | ---- |
| 朝赤龍 | 2    | 0    | 朝乃若   | 0    | 1    | 安馬   | 0    | 1    | 安美錦   | 0    | 2    |
| 潮丸   | 2    | 0    | 皇司     | 1    | 2    | 海鵬   | 2    | 1    | 垣添     | 0    | 2    |
| 春日王 | 1    | 2    | 春日錦   | 2    | 1    | 片山   | 0    | 1    | 稀勢の里 | 1    | 1    |
| 北桜   | 0    | 2    | 旭鷲山   | 0    | 3    | 金開山 | 0    | 3    | 黒海     | 0    | 1    |
| 琴ノ若 | 0    | 2    | 琴龍     | 1    | 2    | 霜鳥   | 0    | 1    | 十文字   | 2    | 3    |
| 駿傑   | 2    | 1    | 貴ノ浪   | 1    | 1    | 隆乃若 | 2    | 3    | 高見盛   | 0    | 1    |
| 豪風   | 1    | 1    | 玉飛鳥   | 1(1) | 0    | 玉春日 | 1    | 1    | 玉乃島   | 0    | 1    |
| 出島   | 1    | 0    | 闘牙     | 1    | 0    | 時津海 | 2    | 1    | 土佐ノ海 | 2    | 0    |
| 栃栄   | 3    | 1    | 栃乃洋   | 1    | 1    | 栃乃花 | 0    | 1    | 豊桜     | 1    | 3    |
| 豊ノ島 | 0    | 2    | 白露山   | 1    | 1    | 追風海 | 0    | 2    | 春ノ山   | 0    | 1    |
| 武雄山 | 0    | 4    | 北勝力   | 0    | 1    | 燁司   | 2    | 1    | 露鵬     | 1    | 0    |
| 若の里 | 0    | 1    | 和歌乃山 | 1    | 0    |        |      |      |          |      |      |

## 改名歴
- 山田 裕三（やまだ ひろみ）1993年3月場所-2001年3月場所
- 若兎馬 裕三（わかとば -）2001年5月場所-2007年7月場所（番付は9月場所まで記載）
  - 若兎馬の四股名は、三国志、三国志演義に登場する馬・赤兎馬から由来。

## 年寄変遷
- 押尾川 裕三（おしおがわ ひろみ）2007年8月29日- 2010年8月9日